# 諾門罕細菌戰
日本帝國陸軍於1939年7月至9月間的諾門罕戰役中發動過細菌戰，這也是日軍首次在戰鬥環境下用細菌武器攻擊蘇聯與蒙古軍隊。由「關東軍防疫部」派出的「敢死隊」（由碇常重中佐指揮）和「關東軍」參謀部派出的支隊（由山本吉郎中佐指揮）前往蘇日交戰地點附近的哈拉哈河散播霍亂弧菌、赤痢菌、傷寒桿菌、炭疽桿菌和鼠疫桿菌，另外還曾以榴彈砲發射細菌砲彈。
儘管本次細菌作戰對蘇蒙聯軍的傷害極為有限、多名日軍士兵還因此患病，但日軍中央仍肯定了細菌戰的可行性，並促使日後細菌戰部隊得以擴編發展。

## 背景

### 諾門罕戰役
諾門罕是位於哈拉哈河東岸的一座小村子。在1932年日本佔領滿洲、成立傀儡政權「滿洲國」後，其與鄰近的蒙古便因邊界線問題發生矛盾，蘇聯與蒙古認為邊界應為哈拉哈河東方和北方，而日本和滿洲國則主張哈拉哈河即為邊界，雙方也因此多次在邊界上爆發小規模衝突。1939年4月25日，日本「關東軍」司令植田謙吉大將向各麾下師團發布《滿蘇國境紛爭處理綱要》，命令必要時可於國境線外採取權宜性軍事行動，而對於國境線不確定的地區，其地區防衛司令具有自行裁量國境線的「自主認定權」。
1939年5月4日，蒙古國第24國境警備隊的馬群越過哈拉哈河放牧，興安北警備軍騎兵第3連進駐錫林陶拉蓋哨所的士兵開槍阻截，將蒙軍趕回河西岸。11日，蒙古騎兵數十人再度過河與滿洲國軍交戰。5月13日，駐屯於齊齊哈爾的第23師團長小松原道太郎中將便根據《滿蘇國境紛爭處理綱要》，調集航空隊、車輛和大砲等重型武器越境攻擊蒙軍，將其擊退至河西。5月17日，蘇軍根據《苏蒙互助议定书》決定參戰，蒙軍在蘇聯駐烏蘭巴托的第57特別軍增援下，於5月28日發動反攻，日軍因傷亡慘重於31日被迫撤退，至此，「第一次諾門罕事件」結束。
6月19日，日軍基於試探蘇軍實力為目的，在大舉增兵後再度發動了「第二次諾門罕事件」，這次日軍一度攻入哈拉哈河西岸，但在蘇蒙聯軍強大優勢的火力及裝甲部隊攻擊下，不得不於7月5日撤回東岸。7月中旬，蘇軍由格奥尔基·康斯坦丁诺维奇·朱可夫上任指揮第1軍團，擊退日軍在7月23日的攻擊。時至7月底，「關東軍」第23師團已幾近覆滅，但為保持顏面還是準備在哈拉哈河作持久戰的準備，並在8月10日將敗退部隊重新編組為第6軍，由荻洲立兵中將指揮。8月20日，第6軍重新對蘇軍展開攻擊，但正面的第23師團與第7師團的一個旅團遭蘇軍包圍，於31日被全殲。到了9月初，日軍因損失慘重而要求停戰，「關東軍」司令植田、參謀長以下幕僚皆被解職。日軍記錄自6月20日至9月15日，日軍共15975人參戰，其中4786人戰死、受傷5455人、失蹤639人。蘇聯則宣稱日軍共於諾門罕戰役傷亡60,000人。

### 策劃細菌戰

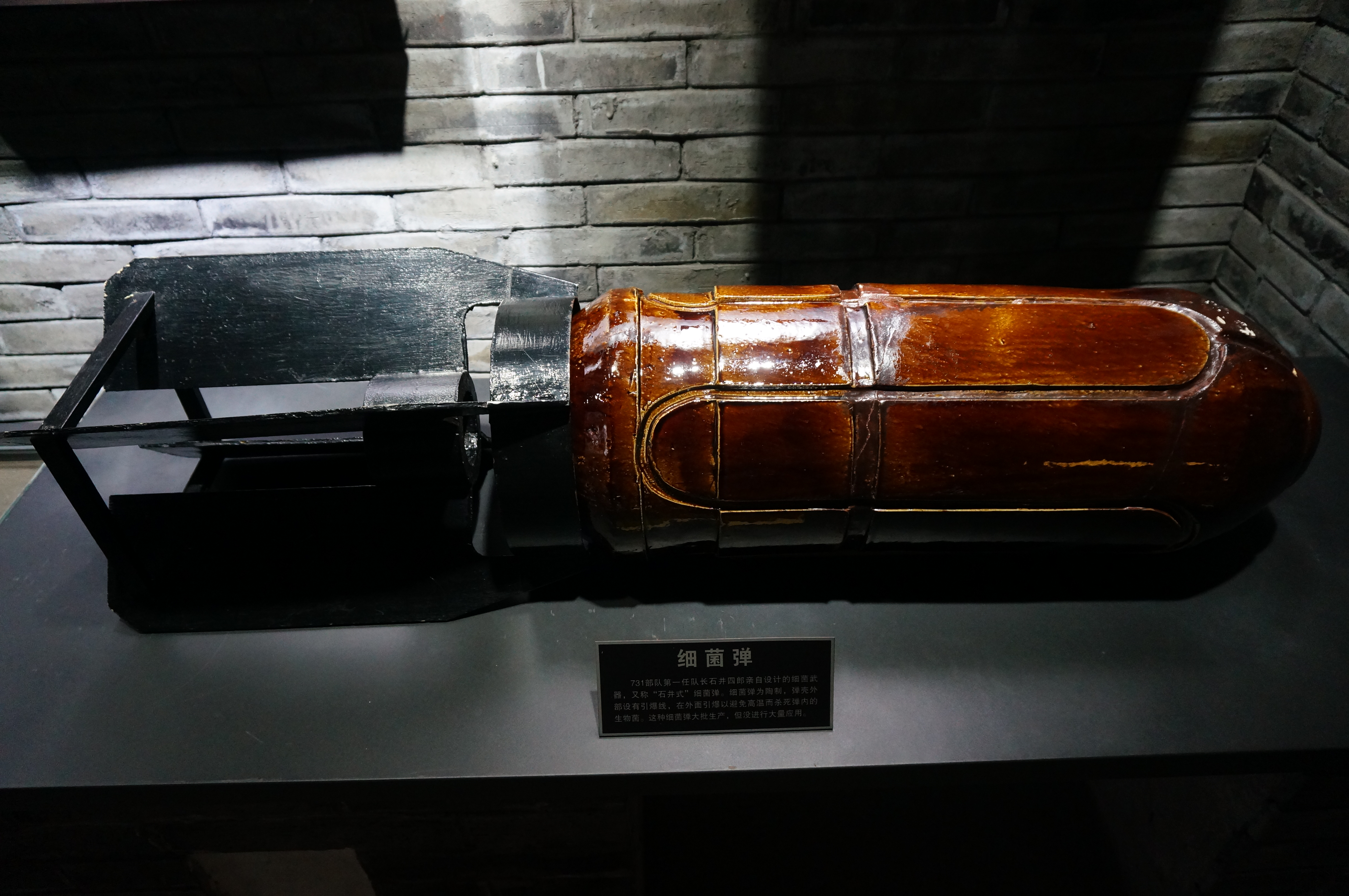
藏於侵华日军细菌战衢州展览馆的「石井式」細菌炸彈。

日軍在成立滿洲國後不久便在其境內修築細菌戰基地，日本細菌戰部隊——「石井部隊」部隊長石井四郎也以蘇聯為假想敵進行細菌戰的準備，他在1938年3月時就曾親自考察蘇滿邊境的海拉爾，並對當地日本駐軍醫官們發表演說：「日蘇戰爭只是時間問題，遲早是免不了的。現代化的武器唯一的就是細菌武器，日本對細菌戰是有把握的，你們身為軍醫，就得在平時提高自己的業務，學習新的科學知識，一旦戰爭爆發，馬上就能用上。」軍部中央也對細菌戰如何用於戰地感到興趣，在諾門罕戰役開始前的1939年3月26日，日本參謀本部作戰課和「關東軍防疫部」召開會議，了解位於哈爾濱平房的細菌戰基地研究出的實施細菌攻擊之方法，出席會議的人員包括了作戰課長稻田正純大佐、課員井本熊男少佐、荒尾興功少佐、防疫部的石井、北條圓了少佐、飛行員增田美保藥劑大尉、增田知貞中佐等人，這場會議最終使參謀本部內部開始考慮實施細菌戰。
諾門罕戰役爆發後不久，「關東軍」司令植田便到「石井部隊」處視察，了解其實力。石井為此命令總務部庶務主任飯田大尉和6名少年隊員佈置了臨時陳列室为植田展示，後者視察後非常滿意，命令石井以「防疫給水部」名義參加諾門罕戰役，並盡快制定出配合行動的方案來。石井經研究後擬定了三種諾門罕參戰方案：
1. 用陸軍的榴彈砲對蘇蒙軍陣地發射裝有炭疽菌的砲彈
2. 用飛機在哈拉哈河西岸上空投擲「石井式」土陶細菌炸彈，或空投受細菌感染的動物、物件和食品。「石井式」細菌炸彈每架飛機可以攜帶數十個，每個裝有5000隻鼠疫蚤，借助附在彈體尾部的少量火藥使其於接近地面時爆炸，如此便使疫蚤落地後就能向人體傳染細菌，發生鼠疫。人若接近落地的小動物也同樣會發生傳染病。
3. 派出一支「敢死隊」深入哈拉哈河西岸，往所有水源投灑細菌和毒品，使蘇蒙軍誤飲而患病。

石井對這三個方案做了周密的佈署，提出在諾門罕戰場上使用已研製成功的霍亂、傷寒和赤痢等細菌，而對於鼠疫菌、炭疽菌能否達到傳染沒有十足把握，但還是在本次實戰中進行試驗，命令「敢死隊」繪製哈拉哈河西岸細菌戰施放點的精密地圖，包括可投放細菌的河流、泉眼、湖泡、水井等目標。
對於石井的作戰方案，擁有長年的諜報工作經驗、現為諾門罕戰場日軍前線指揮官的小松進行分析後，認為三種均不可行：一、以榴彈砲射擊細菌彈勢必會引起蘇蒙軍的還擊，如此一來細菌彈將可能在己方陣地爆炸，形成危害；二、用飛機空投細菌炸彈的作法難以命中目標，低空飛行投放的話細菌散播面積又太小，飛機也可能被擊落，也可能落在自軍陣地；三、小松認為「敢死隊」難以深入蘇蒙軍後方進行撒菌作業，凡是有水源之處，蘇蒙軍必定嚴密把守，沒有駐軍的地方也是一片空曠的沙原，沒有水源也沒有「敢死隊」生存的條件，且人員存在被蘇蒙軍俘虜、暴露細菌戰企圖的危險，也將引來其報復，另外，若日軍成功攻入哈拉哈河西岸，遭污染的水源將危害己方。最後，小松與石井等人決定只在日軍戰敗撤退時使用細菌武器，並採取「敢死隊」方案，預計將使位於下游的蘇蒙聯軍飲水染病、削減其追擊的戰鬥力。

### 組織「敢死隊」與細菌生產工作
石井為本次細菌戰將當時僅有400名的「石井部隊」人員抽出了一半，以「關東軍防疫班」的名義參加諾門罕戰役，並分成兩部份：
1. 防疫班以及整備班：負責為日軍前線部隊提供防疫給水服務，每個班10人，由十幾個以第三部衛生下士官和正在教育部受訓的少年隊為主組成，由少年隊教官佐佐木少尉帶隊。需於6月下旬將所需設備，包括20個甲型、50個乙型和50個丙型濾水機、摩拖車約20輛和其他必須的器材分別裝到50個木箱內，用火車送至海拉爾，人員則搭乘專列開拔至諾門罕戰場[21]。預計作戰時，每個防疫班都將配置一名裝有甲型「石井式」濾水器的給水車，跟著野戰部隊行動，這種濾水器具有保障一個聯隊一週用水的能力，且水箱是木製的，可在可能被敵軍繳獲時澆上汽油就地燒毀。此類設備當時蘇軍還尚未研製出來[21]。
2. 陰謀破壞班，即「敢死隊」：負責以各種手段施放細菌武器，組員以「石井部隊」的第二部成員為主，也適當地吸收一些受過訓的少年隊成員加入，領導人為第二部部長碇常重少佐，於6月底組建完成，內有官佐兩名、曹伍長與士兵約20名，他們在出發前還咬破手指用一面日本國旗做了血書，上面不僅有參加者的簽名，還有隊長碇常重下的詳細命令數則，如怎樣乘車、如何利用火油桶、如何歸隊等[22][23][24]。

另一方面，「石井部隊」在接獲作戰命令後也從6月初開始全力生產細菌武器，並在6月20日左右開始運往前線。「石井部隊」第4部在早川少佐、小林准尉和渡邊准尉的指揮下，將60名隊員分為兩班，日夜趕工在一個生產週期內將所需的霍亂、傷寒和副傷寒菌趕製出來。其中負責霍亂菌的瀨戶班還必須在10天內完成生產任務。技師蒔田豐也要求隊員田村良雄與另一名隊員每天要洗150個玻璃試管，由小林在滅菌室進行滅菌消毒後交給培植班，編列13人的培值班除了負責人今野信次外，每3人為一組，用150個培養罐按時生產出6公斤的霍亂菌。另外一班抽出4名隊員，使用兩個大型培養罐製造10公斤的傷寒菌。田村良雄在戰後也作證「石井部隊」在三天內便製造了2,000多個炭疽菌砲彈，並向蘇蒙軍陣地射擊。

## 行動
7月12日，「敢死隊」潛入哈拉哈河旁的松林，身著沒有肩章和帽徽的黃色日本軍裝，卸下裝備班運來的兩艘橡皮船、十幾個大型金屬瓶、一些玻璃容器、鐵桶、長柄杓、繩索和裝載雜物的皮箱。隊員將這些器材背在身上，沿著松林的邊緣向哈拉哈河河岸前進。由於該河西岸較東岸高50公尺，因此東岸看不到西岸上面的狀況，「敢死隊」的行動並未被蘇蒙軍發現。「敢死隊」將橡皮船充氣，帶上金屬和玻璃製的菌液瓶等物品後便推進河內，用繩索拴在岸邊的樹上。
「敢死隊」成員上船後向河中央划去，為防止自身受到污染，他們在逆水上行時進行撒菌作業，岸上的士兵解開拴在樹上的繩索往上游拉船，船上的士兵則部份划槳部份打開菌液瓶蓋，連同瓶子一起丟入河內，計行進一公里的河段內，「敢死隊」共撒了各式細菌溶液22.5公斤。隊上的兩名軍官用長柄杓皮取水樣，測試水溫和流速，作了實驗記錄和拍照。橡皮船靠岸後，隊員立刻乘車返回將軍廟的駐地。
7月13日下午1點30分，石井到胡魯斯台河（哈拉哈河的上游）南岸的「關東軍」步兵第71联队隊部，通報：「不要飲用哈拉哈河的水，河水可能被污染。」接著又通知諾門罕戰場各地一線的日軍和滿洲國軍部隊，水皆需經過「石井式」濾水器過濾後才能飲用。
除了碇常重少佐率領的「敢死隊」外，日軍還有其他部隊進行過至少三次的細菌戰，資料源於1989年8月24日，一名原「731部隊」少年隊隊員於《朝日新聞》上所刊載的文章：「率領攻擊部隊的是關東軍參謀山本吉郎中佐，攻擊方式是將原菌從日軍陣地的伏爾斯體河（即胡魯斯台河）上游，流入病原菌，以使下游的蘇軍被感染。8月底進行第二次攻擊，菌液投入成功。9月進行第三次攻擊，這次有15名隊員攜帶22至33腸傷寒菌的汽油罐，將培養該菌的膠狀液倒入河中。」

## 結果
日軍在諾門罕戰場上失利，因而使用細菌戰，企圖以此削減蘇蒙軍的戰力，然而其效果不明，甚至可能毫無成效，日本細菌戰歷史學家常石敬一認為並沒有對蘇軍造成什麼傷害，他主張傷寒桿菌和其他病原體在水中會失去感染性，而這點石井等人也是知道的，只是藉此機會在實戰中試驗。「侵華日軍細菌戰與毒氣研究所」所長金成民則稱蘇軍直接從後方鋪設專用管線到前線供應乾淨的飲水，因此幾乎沒有病情。
然而仰賴就地取水的日軍和滿洲國軍在得不到後方水源的情況下，有士兵便誤飲了受到污染的河水，罹患傷寒、赤痢病、霍亂者據計1340人，後來這些病員被送往海拉爾的醫院檢查。8月中旬，由山下建次大尉指揮的檢查班和10多名防疫人員對病員驗便，僅一星期，日軍驗便次數便達8500人次，並證實其病原來自於自軍投撒的細菌。至於其他負傷的5500名「關東軍」士兵被送往哈爾濱至大連間的各個日本陸軍醫院，每座醫院都有憲兵充當衛生人員進行監視，未受傷而曾被蘇軍俘虜者則送至吉林的特別機關受軍法審判予以監禁；其餘未死亡也未負傷者則遣送至偏僻地區看管。
參加諾門罕戰役的「石井部隊」成員也受到蘇蒙軍的嚴重打擊，濾水車和榴彈砲毀損嚴重，另有多名隊員染病，約40餘人病死。不過石井的濾水器和成功執行細菌戰仍被認為是功績，因此在日軍被蘇軍擊敗後唯「石井部隊」受第6軍司令官荻洲表揚，稱：「在廣漠不毛之地，時值酷暑，赤砂灼熱，兵困馬乏之際。石井部隊甘冒槍林彈雨出入第一線，立下汗馬功勞。」1939年10月2日，荻洲再為「石井部隊」頒授了獎狀。「敢死隊」全員也在荻洲的要求下獲得特別獎勵，投毒的碇常重也因此晉升為大佐。1940年4月29日，石井因為諾門罕的功績獲頒功三級金鵄勳章與旭日中綬章，不久也晉升為少將。5月23日，日本《朝日新聞》報刊載了石井的照片，並報導：「特授與石井所指揮的衛生部隊獎狀，這是衛生部隊在我國首獲的榮譽。」
本次細菌戰也加大了日軍對細菌戰研發投入的程度，諾門罕戰役因為日軍將領指揮不當、武器性能落後於蘇聯而戰敗，使日軍深感自己的裝備不如蘇聯，從而對於細菌武器這類新式武器更加重視，原「731部隊」成員秋山浩日後寫道：「在諾門罕事件中，我軍察覺到不僅單純地研究預防，反過來把這種研究利用到攻擊敵人方面去也是有效果的。」換言之，本次戰役同時也使日軍進一步確認了細菌武器具備的攻擊能力，成為日後取得上層支持的契機。1940年，日本天皇頒布敕令，將「關東軍防疫部」擴編為「關東軍防疫給水部」，員額從不足1000人增加至2000人。

### 註腳
1. 1 2  Tsuneishi（2005年）
2. 1 2 3  金成民（2008年），第373页
3. 1 2  韓慧光（2015年），第254页
4. ↑  藤井志津枝（1997年），第260页
5. ↑  藤井志津枝（1997年），第256页
6. 1 2 3  藤井志津枝（1997年），第257页
7. ↑  韓慧光（2015年），第210页
8. 1 2  王春良（2004年），第40页
9. ↑  王輔（1990年），第1157页
10. ↑  王輔（1990年），第1160页
11. ↑  藤井志津枝（1997年），第258页
12. ↑  金成民（2008年），第366页
13. ↑  金成民（2008年），第366-367页
14. ↑  韓曉 & 辛培林（1991年），第248页
15. 1 2 3 4  陳致遠（2010年），第50页
16. 1 2  韓曉 & 辛培林（1991年），第249页
17. ↑  金成民（2008年），第367页
18. 1 2  金成民（2008年），第368页
19. 1 2  韓曉 & 辛培林（1991年），第250页
20. ↑  厲春鵬（2006年），第288页
21. 1 2  韓曉 & 辛培林（1991年），第250-251页
22. ↑  厲春鵬（2006年），第295页，日後1949年12月26日在「伯力審判」時，原「731部隊」（「石井部隊」於1941年6月後使用的匿名）教育部長西俊英軍醫中佐便作證自己在接替前任職務時，於保險櫃內發現血書、照片等證物。
23. 1 2  韓曉 & 辛培林（1991年），第251页
24. ↑  韓慧光（2015年），第217页
25. 1 2 3  韓慧光（2015年），第218页
26. 1 2 3  韓曉 & 辛培林（1991年），第252页
27. 1 2  韓曉 & 辛培林（1991年），第253页
28. ↑  金成民（2008年），第372页
29. 1 2 3  厲春鵬（2006年），第290-292页
30. 1 2 3  韓曉 & 辛培林（1991年），第254页
31. ↑  藤井志津枝（1997年），第258-259页
32. 1 2  金成民（2008年），第374页
33. ↑  藤井志津枝（1997年），第261页
34. ↑  巴倫布萊特（2016年），第150页
35. ↑  陳致遠（2010年），第52页
36. ↑  藤井志津枝（1997年），第259页
37. ↑  韓慧光（2015年），第224页
38. ↑  韓慧光（2015年），第225页